# 가시마 사커 스타디움
메루카리 스타디움(일본어: メルカリスタジアム)은 일본 간토 지방 이바라키현 가시마시에 위치한 관중석 40,728명 규모의 축구 전용 구장이다. 1993년에 건립되었고 2002년 FIFA 월드컵을 위해 확장되어 재개장되었다. 현재 J리그 가시마 앤틀러스의 홈구장으로 사용되고 있다.
2025년 6월29일 주식회사 메루카리가 명명권을 사들여 7월1일부터 사용중이다

## 개요
J리그 창설을 준비하던 시기, JSL 2부리그의 스미토모 금속공업 축구단이 J리그 참가를 신청하게 된다. 이바라키현은 수도권에 속하긴 하지만, 인구 밀집지역도 아니고 수용 인원 15,000명 이상의 경기장도 없던 터라 당시 일본축구협회에서는 부정적이었다고 한다. 당시 스미토모 금속공업의 가시마 제철소 내 경기장은 5천 명 안팎의 인원을 수용하는 것이 고작이었기 때문에, J리그 참가 기준에 미달하였기 때문이다. 이바라키 현에서는 각지의 협조를 구해 보쿠덴노사토 운동공원(卜伝の郷運動公園)에 건설하려던 3천 여석 규모의 경기시설을 J리그에서 사용할 수 있는 축구전용구장으로 설계변경하고, 1993년 3월 J리그 개막 이전 15,000여 좌석 규모의 개장시켰다. 마침, 가시마 앤틀러스는 "하얀 펠레"라는 별명을 가졌던 지쿠(지코)를 영입하며 관심을 집중시켰다.
개장경기는 가시마와 브라질 세리에 A 플루미넨시의 경기였고, 당시 첫 골은 지쿠가 기록하였다. 그해 5월 16일 열린 나고야 그램퍼스 8와의 첫 J리그 경기는 지쿠의 해트트릭과 함께 5:0으로 압승을 거두며 가시마가 인기팀으로 도약하는 발판이 되었다. 그 후 가시마는 1998년까지 매 경기 매진 사례를 기록하며, J리그 최고의 인기팀으로 우뚝 서게 되었다. 지쿠는 [[1994년 은퇴하였지만 경기장 내에 그의 동상이 건립되며, 경기장이 "지코 스타디움"이라는 별칭을 얻기도 하였다.
2002년 FIFA 월드컵 개최지로 가시마가 선정되면서 1999년부터 경기장 확장 공사가 시작되었다. 그 당시까지도 이바라키 현내에 프로축구 경기를 치를 수 있는 시설이 없었기에 가시마는 홈 경기를 도쿄 국립경기장에서 치러야만 했다. 2001년 개장된 41,800여 명의 인원을 수용할 수 있는 새 경기장은 2층의 스탠드로 구성된 최첨단의 경기장이었으나, 가시마는 성적부진으로 인해 예전과 같은 인기팀의 지위를 잃게 된다. 도시 규모에 비해 지나치게 큰 수용인원 탓으로 경기장의 매진은 어려운 일이 되었고, 때에 따라 1만 명 이하의 관중만이 입장하는 경기도 속출하게 되었다. 하지만, 팀이 2007년부터 2009년까지 J리그 최초로 3연패를 달성하며 과거의 인기를 되찾아가고 있다.
2006년 4월 1일부로 이바라키 현에서 직접 하던 경기장의 관리를 가시마 앤틀러스 구단이 위탁하여 관리하고 있다. 구단측은 그해 2번 게이트의 이름을 스미토모 금속 게이트로, 이듬해 1번 게이트를 조요 은행 게이트로 명명권을 파는 등, 축구 경기 운영 뿐 아니라 여러 수익 사업을 진행하고 있다.

## 교통
- 경기가 있는 날에는 도쿄역에서 가시마 신궁 역까지 운행되는 고속버스 노선이 연장 운행되고 JR 동일본 가시마 선의 임시 전철이 운행되어 관람객의 편의를 도모하고 있다. 고속버스는 도쿄역 야에스 남쪽 출구에서 10~20분 간격으로 운행되며 소요시간은 약 2시간, 요금은 편도 1780엔이다.[1]
- 경기가 있는 날에만 임시 운영되는 가시마 임해철도 오아라이카시마 선 가시마 사커 스타디움 역이 도보 5분 거리에 위치하고 있다.
- 2007년부터는 경기 전에 가시마메구리보쿠덴 호(鹿嶋めぐり卜伝号)라는 셔틀버스도 운행되고 있다.
- 일본 국도 51호에 면하고 있다.

## 기타
- 2004년 가시마 축구 박물관이 경기장 내에 개관하였다.
- 2007년 2월 가시마 팬클럽 사무국이 도쿄에서 가시마 스타디움으로 이전하였다.
- 2008년 2층 스탠드 앞줄에 아시아 최장길이의 500m LED 영상표시장치를 경기장에 설치하였다.
- 모두 여섯 개의 게이트가 설치되어 있으며, 3번 게이트는 어웨이 전용 게이트로 지정되어 있다.
- 일부 게이트의 계단에는 에스컬레이터가 설치되어 있다.
- 경기장에서는 축구 경기 이외에 재팬 럭비 톱리그 경기가 펼쳐지기도 한다.

## 기록

### 2001 FIFA 컨페더레이션스컵
| 날짜            | 팀 1   | 스코어 | 팀 2   | 라운드 |
| --------------- | ------ | ------ | ------ | ------ |
| 2001년 5월 31일 | 브라질 | 2 - 0  | 카메룬 | B조    |
| 2001년 6월 2일  | 캐나다 | 0 - 0  | 브라질 | B조    |
| 2001년 6월 4일  | 브라질 | 0 - 0  | 일본   | B조    |

### 2002년 FIFA 월드컵
| 날짜           | 팀 1       | 스코어 | 팀 2       | 라운드    |
| -------------- | ---------- | ------ | ---------- | --------- |
| 2002년 6월 2일 | 아르헨티나 | 1 - 0  | 나이지리아 | F조 1차전 |
| 2002년 6월 5일 | 독일       | 1 - 1  | 아일랜드   | E조 2차전 |
| 2002년 6월 8일 | 이탈리아   | 1 - 2  | 크로아티아 | G조 2차전 |

### 2020년 하계 올림픽 축구 남자
| 날짜            | 팀 1     | 스코어 | 팀 2     | 라운드 |
| --------------- | -------- | ------ | -------- | ------ |
| 2021년 7월 22일 | 뉴질랜드 | 1 - 0  | 대한민국 | B조    |
| 2021년 7월 22일 | 온두라스 | 0 - 1  | 루마니아 | B조    |
| 2021년 7월 25일 | 뉴질랜드 | 2 - 3  | 온두라스 | B조    |
| 2021년 7월 25일 | 루마니아 | 0 - 4  | 대한민국 | B조    |

### 2022년 EAFF E-1 풋볼 챔피언십 결승대회
| 날짜            | 팀 1 | 스코어 | 팀 2 | 라운드 |
| --------------- | ---- | ------ | ---- | ------ |
| 2022년 7월 19일 | 일본 | 6 - 1  | 홍콩 | 1차전  |

### 2022년 EAFF E-1 풋볼 챔피언십 여자부 결승대회
| 날짜            | 팀 1           | 스코어 | 팀 2           | 라운드 |
| --------------- | -------------- | ------ | -------------- | ------ |
| 2022년 7월 19일 | 일본           | 2 - 1  | 대한민국       | 1차전  |
| 2022년 7월 23일 | 일본           | 4 - 1  | 중화 타이베이  | 2차전  |
| 2022년 7월 23일 | 중화인민공화국 | 1 - 1  | 대한민국       | 2차전  |
| 2022년 7월 26일 | 대한민국       | 4 - 0  | 중화 타이베이  | 3차전  |
| 2022년 7월 26일 | 일본           | 0 - 0  | 중화인민공화국 | 3차전  |